# Weißenborn (Hessen)
Weißenborn település Németországban, Hessen tartományban. Lakosainak száma 953 fő (2023. december 31.). Weißenborn Eschwege és Wehretal községekkel határos.

## Népesség
A település népességének változása:
| Lakosok száma | 1037 | 1018 | 981  | 958  | 952  | 953  |
|               | 2015 | 2017 | 2019 | 2021 | 2022 | 2023 |